# C21H25ClN2O3
化学式C21H25ClN2O3（摩尔质量：776.87 g/mol）可能指：
- 贝托斯汀，CAS号：125602-71-3
- 西替利嗪，混合CAS号：83881-51-0 
  - 左西替利嗪，CAS号：130018-77-8

|  | 这个同类索引页列出了具有相同分子式的化学物（即同分異構體）条目。 除非您是有意链接至本页，否则应将相应条目的内部链接指向正确的条目。 |